# Choinka (film 1955)
Choinka (ros. Снеговик-почтовик) – radziecki krótkometrażowy film animowany z 1955 roku w reżyserii Leonida Amalrika oparty na podstawie bajki Władimira Sutiejewa o tym samym tytule.

## Obsada (głosy)
- Marija Winogradowa jako chłopiec
- Gieorgij Wicyn jako Bałwanek
- Aleksiej Gribow jako Dziadek Mróz
- Rostisław Platt jako wilk

## Animatorzy
Rienata Mirienkowa, Fiodor Chitruk, Władimir Arbiekow, Wadim Dołgich, Nadieżda Priwałowa, Roman Dawydow, Lew Popow, Kiriłł Malantowicz, Władimir Piekar, Lidija Riezcowa, Tatjana Taranowicz, Wiktor Lichaczew, Boris Butakow, Faina Jepifanowa, Jelizawieta Komowa

## Nagrody
- 1956 – Dyplom na X Międzynarodowym Festiwalu Filmowym w Edynburgu